# Дытнерский, Юрий Иосифович
Юрий Иосифович Дытнерский (9 июля 1925 года — 5 декабря 2001 года) — российский учёный, заслуженный деятель науки и техники РСФСР, заведующий кафедрой процессов и аппаратов химической технологии МХТИ им. Д. И. Менделеева (1976—1990).

## Биография
Родился 9 июля 1925 г. в Москве. Во время войны работал токарем на миномётном заводе.
Окончил вечернюю школу (1947) и Московский химико-технологический институт им. Д. И. Менделеева (1952). Был оставлен на кафедре процессов и аппаратов химической технологии, и в 1957 г. защитил кандидатскую диссертацию.
Подготовил докторскую диссертацию на тему «Исследование гидравлики, массо- и теплообмена в тарельчатых аппаратах», но обе защиты (1963, 1968) в силу разных причин оказались неудачными. После этого он выбрал другую тему исследований — мембранное разделение жидких и газовых смесей, и по ней в 1974 году защитил докторскую диссертацию. Профессор (1976).
В 1976—1990 заведующий кафедрой процессов и аппаратов химической технологии МХТИ.
Умер 5 декабря 2001 г.

## Награды
- Заслуженный деятель науки и техники РФ.
- Премия Совета Министров СССР (1989).

## Публикации
Автор монографий и учебников:
- Мембранные методы разделения жидких смесей. М.: Химия, 1975.
- Обратный осмос и ультрафильтрация. М.: Химия, 1978.
- Баромембранные процессы. Теория и расчет. М.: Химия, 1986.
- Дытнерский Ю. И., Брыков В. П., Каграманов Г. Г. Мембранное разделение газов. М.: Химия, 1991.
- Основные процессы и аппараты химической технологии: Пособие по проектированию. Под ред. Ю. И. Дытнерского. М.: Химия. 1-е издание — 1983 г., 2-е издание — 1991 г.
- Процессы и аппараты химической технологии. В 2-х т. М.: Химия, 1995.